# Amir Sayoud
Amir Sayoud né le 30 septembre 1990 à Guelma, est un footballeur international algérien. Il évolue au poste de milieu offensif.

## Carrière

### Jeunes catégories
Amir Sayoud fait ses débuts en football dans l'équipe de NASR El Fedjoudj (wilaya de Guelma) puis le club de couzeix. Il quitte limoges pour l'académie du football "Al Fata AL Arabi" en Égypte, où il est repéré rapidement par le grand club égyptien d'Al Ahly qui rachete son contrat.

### Arrivées à Al Ahly SC
Malgré une très bonne intégration dans le championnat égyptien, il demande durant le mercato hivernal son départ du club après les menaces qui lui sont proférées à la suite de l'élimination de l'Égypte par l'Algérie dans le cadre des qualifications au Mondial sud-africain.
Il fait partie de la très prometteuse génération algérienne en compagnie des Malik Hioune, Brahim Bedbouda, Ayman Thar entre autres.

### Prêt à Al Arabi (Koweït)
En janvier 2010 Amir signe un contrat de six mois sous forme de prêt à Al Arabi en provenance d'Al Ahly SC d'Égypte. Il s'impose rapidement dans l'équipe type de son nouveau club et fait de bons match. Malheureusement il rate un penalty en finale du coupe du Roi de Kowaït et voit son club perdre ce titre.

### Retour en Algérie
Depuis 2012, Amir Sayoud rentre en Algérie, précisément à Alger où il est prêté au Mouloudia Club d'Alger.

### Arrivée à PFK Beroe Stara Zagora
En janvier 2013 Amir signe un contrat d'un an et demi à PFC Beroe Stara Zagora.

### Arrivées au Club sportif sfaxien
En janvier 2014 Amir Sayoud signe un contrat de deux ans et demi au Club sportif sfaxien. Il joue son premier match le 5 février 2014 face au Club sportif de Hammam Lif.

### Deuxième retour en Algérie
En 2015, Amir Sayoud revient en Algérie et signe au DRB Tadjenanet, nouvellement pensionnaire en Ligue 1 algérienne. En 2016, il signe à l'USM Alger.
En 2019 il signe un contrat de deux ans avec le club CR Belouizdad, avec lequel il remporte une coupe d'Algérie, une supercoupe d'Algérie et deux titres de champions, finissant ainsi meilleur joueur du championnat. En ligue des champions africaine, il est à plusieurs reprises dans le 11 de la CAF après pratiquement chaque journée. À l'issue du championnat 2021, il quitte le CRB pour le club saoudien Al Ta'ee.

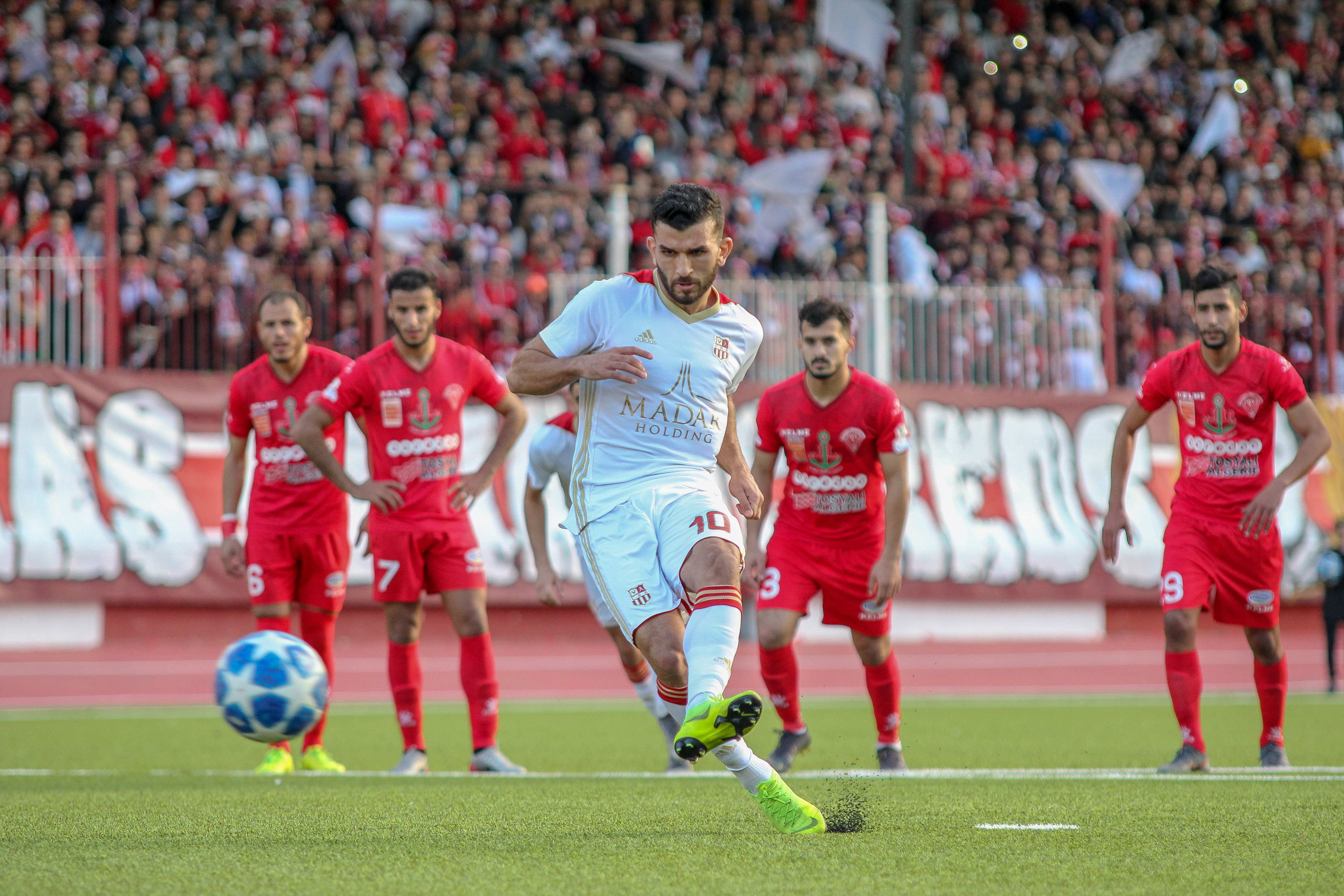
Penalty raté par Sayoud lors du match CR Belouizdad vs MC Oran 1-1 en 2019

## Statistiques

### En club
| Saison                | Club                  | Championnat           | Championnat | Championnat | Championnat | Coupe nationale | Coupe nationale | Coupe nationale | Coupe de la Ligue | Coupe de la Ligue | Coupe de la Ligue | Compétition(s) continentale(s) | Compétition(s) continentale(s) | Compétition(s) continentale(s) | Compétition(s) continentale(s) | Total | Total | Total |
| Saison                | Club                  | Division              | M.          | B.          | P.d.        | M.              | B.              | P.d.            | M.                | B.                | P.d.              | Comp.                          | M.                             | B.                             | P.d.                           | M.    | B.    | P.d.  |
| 2009-2010             | Al Ahly SC            | Premier League        | 1           | 0           | 0           | -               | -               | -               | -                 | -                 | -                 | CAF                            | -                              | -                              | -                              | 1     | 0     | 0     |
| 2010-2011             | Al Ahly SC            | Premier League        | 11          | 0           | 1           | 1               | 0               | 0               | -                 | -                 | -                 | CAF                            | -                              | -                              | -                              | 12    | 0     | 1     |
| Sous-total            | Sous-total            | Sous-total            | 12          | 0           | 1           | 1               | 0               | 0               | -                 | -                 | -                 | -                              | -                              | -                              | -                              | 13    | 0     | 1     |
| 2009-2010             | Al Arabi SC (prêt)    | KPL                   | 9           | 3           | 0           | -               | -               | -               | -                 | -                 | -                 | -                              | -                              | -                              | -                              | 9     | 3     | 0     |
| 2011-2012             | Ismaily SC (prêt)     | Premier League        | 1           | 0           | 0           | 2               | 0               | 1               | -                 | -                 | -                 | -                              | -                              | -                              | -                              | 3     | 0     | 1     |
| 2011-2012             | MC Alger (prêt)       | Ligue 1               | 5           | 1           | 0           | -               | -               | -               | -                 | -                 | -                 | CAF                            | -                              | -                              | -                              | 5     | 1     | 0     |
| 2012-2013             | Beroe Stara Zagora    | A PFG                 | 11          | 2           | 4           | 3               | 0               | 0               | -                 | -                 | -                 | -                              | -                              | -                              | -                              | 14    | 2     | 4     |
| 2013-2014             | Beroe Stara Zagora    | A PFG                 | 6           | 0           | 1           | -               | -               | -               | -                 | -                 | -                 | C3                             | 1                              | 0                              | 0                              | 7     | 0     | 1     |
| Sous-total            | Sous-total            | Sous-total            | 17          | 2           | 5           | 3               | 0               | 0               | -                 | -                 | -                 | -                              | 1                              | 0                              | 0                              | 21    | 2     | 5     |
| 2013-2014             | CS Sfax               | Ligue 1 Pro           | 12          | 0           | 0           | 1               | 0               | 0               | -                 | -                 | -                 | CAF                            | 1                              | 0                              | 0                              | 14    | 0     | 0     |
| 2014-2015             | DRB Tadjenanet        | Ligue 1               | 29          | 7           | 0           | 2               | 0               | 0               | -                 | -                 | -                 | -                              | -                              | -                              | -                              | 31    | 7     | 0     |
| 2016-2017             | USM Alger             | Ligue 1               | 19          | 1           | 2           | 2               | 1               | 0               | -                 | -                 | -                 | CAF                            | 6                              | 1                              | 0                              | 27    | 3     | 2     |
| 2017-2018             | USM Alger             | Ligue 1               | 13          | 0           | 2           | 3               | 1               | 0               | -                 | -                 | -                 | CAF2                           | 6                              | 1                              | 0                              | 22    | 2     | 2     |
| 2018-2019             | USM Alger             | Ligue 1               | 8           | 0           | 0           | -               | -               | -               | -                 | -                 | -                 | -                              | -                              | -                              | -                              | 8     | 0     | 0     |
| Sous-total            | Sous-total            | Sous-total            | 40          | 1           | 4           | 5               | 2               | 0               | -                 | -                 | -                 | -                              | 12                             | 2                              | 0                              | 57    | 5     | 4     |
| 2018-2019             | CR Belouizdad         | Ligue 1               | 13          | 3           | 4           | 6               | 3               | 4               | -                 | -                 | -                 | -                              | -                              | -                              | -                              | 19    | 6     | 8     |
| 2019-2020             | CR Belouizdad         | Ligue 1               | 18          | 5           | 3           | 3               | 1               | 0               | -                 | -                 | -                 | CAF2                           | 4                              | 4                              | 1                              | 25    | 10    | 4     |
| 2020-2021             | CR Belouizdad         | Ligue 1               | 31          | 20          | 12          | -               | -               | -               | 2                 | 1                 | 0                 | CAF                            | 11                             | 8                              | 2                              | 44    | 29    | 14    |
| Sous-total            | Sous-total            | Sous-total            | 62          | 28          | 19          | 9               | 4               | 4               | 2                 | 1                 | 0                 | -                              | 15                             | 12                             | 3                              | 88    | 45    | 26    |
| 2021-2022             | Al-Taï SC             | Saudi Pro League      | 21          | 5           | 3           | -               | -               | -               | -                 | -                 | -                 | -                              | -                              | -                              | -                              | 21    | 5     | 3     |
| 2022-2023             | Al-Taï SC             | Saudi Pro League      | 27          | 10          | 6           | -               | -               | -               | -                 | -                 | -                 | -                              | -                              | -                              | -                              | 27    | 10    | 6     |
| Sous-total            | Sous-total            | Sous-total            | 48          | 15          | 9           | -               | -               | -               | -                 | -                 | -                 | -                              | -                              | -                              | -                              | 48    | 15    | 9     |
| 2023-2024             | Al-Raed FC            | Saudi Pro League      | 28          | 6           | 5           | -               | -               | -               | -                 | -                 | -                 | -                              | -                              | -                              | -                              | 28    | 6     | 5     |
| 2024-2025             | Al-Raed FC            | Saudi Pro League      | 26          | 8           | 7           | 3               | 0               | 0               | -                 | -                 | -                 | -                              | -                              | -                              | -                              | 29    | 8     | 7     |
| Sous-total            | Sous-total            | Sous-total            | 54          | 14          | 12          | 3               | 0               | 0               | -                 | -                 | -                 | -                              | -                              | -                              | -                              | 57    | 14    | 12    |
| Total sur la carrière | Total sur la carrière | Total sur la carrière | 289         | 71          | 51          | 26              | 6               | 5               | 2                 | 1                 | 0                 | -                              | 29                             | 14                             | 3                              | 346   | 92    | 59    |

### En sélection nationale
| Saison                | Sélection             | Phases finales        | Phases finales | Phases finales | Phases finales | Éliminatoires CDM | Éliminatoires CDM | Éliminatoires CDM | Éliminatoires CAN | Éliminatoires CAN | Éliminatoires CAN | Matchs amicaux | Matchs amicaux | Matchs amicaux | Total | Total | Total |
| Saison                | Sélection             | Compétition           | M              | B              | Pd             | M                 | B                 | Pd                | M                 | B                 | Pd                | M              | B              | Pd             | M     | B     | Pd    |
| --------------------- | --------------------- | --------------------- | -------------- | -------------- | -------------- | ----------------- | ----------------- | ----------------- | ----------------- | ----------------- | ----------------- | -------------- | -------------- | -------------- | ----- | ----- | ----- |
| 2021-2022             | Algérie               | Coupe arabe 2021      | 2              | 1              | 0              | -                 | -                 | -                 | -                 | -                 | -                 | -              | -              | -              | 2     | 1     | 0     |
| 2024-2025             | Algérie               | -                     | -              | -              | -              | -                 | -                 | -                 | 1                 | 0                 | 0                 | -              | -              | -              | 1     | 0     | 0     |
| Total sur la carrière | Total sur la carrière | Total sur la carrière | 2              | 1              | 0              | -                 | -                 | -                 | 1                 | 0                 | 0                 | -              | -              | -              | 3     | 1     | 0     |

### Matchs internationaux
La liste ci-dessous dénombre toutes les rencontres de l'Équipe d'Algérie de football auxquelles Amir Sayoud prend part, du 1er décembre 2021 jusqu'à présent.

## Palmarès

### En club
| Al Ahly SC (2)                                   | PFK Beroe Stara Zagora (2)                                                                     | USM Alger (2)                                            | CR Belouizdad (4) |
| ------------------------------------------------ | ---------------------------------------------------------------------------------------------- | -------------------------------------------------------- | --- |
| - Premier League (2) : - Champion : 2010 et 2011 | - Coupe de Bulgarie (1) : - Vainqueur : 2013 - supercoupe de Bulgarie (1) : - Vainqueur : 2013 | - Ligue 1 (1) : - Champion : 2019 - Vice-champion : 2017 | - Ligue 1 (2) : - Champion : 2020 et 2021 - Coupe d'Algérie (1) : - Vainqueur : 2019 - Supercoupe d'Algérie (1) : - Vainqueur : 2020 |

### En sélection nationale
Avec la sélection algérienne, Amir Sayoud remporte la Coupe arabe de la FIFA 2021.
| Algérie (1)                                      |
| ------------------------------------------------ |
| - Coupe Arabe de la FIFA (1) - Vainqueur en 2021 |